# S3 ViRGE
ViRGE (Virtual Reality Graphics Engine) foi um dos primeiros aceleradores gráficos 2D/3D integrados voltado ao mercado doméstico. Como produto principal da S3 Graphics sucedeu a família S3 Trio e foi substituída pela família S3 Savage.

## História
Apresentado em 1995 pela empresa S3 Graphics, o processador ViRGE possuía um excelente desempenho em aceleração 2D, herdada de seu predecessor S3 Trio, graças ao uso de memórias rápidas tornou-se um dos mais rápidos aceleradores 2D no mercado. O processador ainda era compatível com as placas projetadas para a família Trio, o que facilitou a sua utilização por parte dos fabricantes de placas de vídeo.

## Jogos
Como parte do lançamento do processador ViRGE, a S3 iniciou uma estratégia de marketing que criou o termo S3D Graphics Engine para o acelerador 3D da placa e atribuía aos jogos compatíveis com ela o selo S3D em suas embalagens. Devido à presença de mercado da empresa, jogos populares na época como Descent II e Destruction Derby e Tomb Raider tiveram versões especiais para a placa, apesar do baixo desempenho.

## Desempenho
Apesar da iniciativa inovadora de disponibilizar aceleração 3D ao grande público somado à bom desempenho e qualidade de imagem em modo 2D, o processador ViRGE logo recebeu o apelido de primeiro "desacelerador gráfico" devido ao baixo desempenho em modo 3D.
Em modo de aceleração 3D básica, o processador ViRGE conseguia um desempenho melhor que a renderização realizada pela CPU via software. Mas ao ativar recursos como filtragem bilinear, o desempenho se tornava inferior ao do modo básico via software. O que tornava os já parcos recursos em desvantagem, devido à sua influência negativa no desempenho (e negava a própria ideia de "acelerador gráfico 3D").
Mesmo assim, devido a falta de concorrentes e ao seu baixo custo, o processador teve boas vendas entre os fabricantes de computador. No entanto, a chegada dos processadores Voodoo Graphics da 3Dfx e Rendition Vérité deixou claro o baixo desempenho dos processadores ViRGE e relegou suas placas ao mercado de entrada, apesar da alegada qualidade de imagem superior produzida por ela (tendo em vista a falta de recursos dos primeiros modelos Vérité e PowerVR e a perda de qualidade na Voodoo pelo uso de cabo de vídeo externo).
O sucesso do modo de aceleração OpenGL nos jogos baseados na engine Quake terminou por decretar o fim da família ViRGE, não compatível com a API.

## Variantes

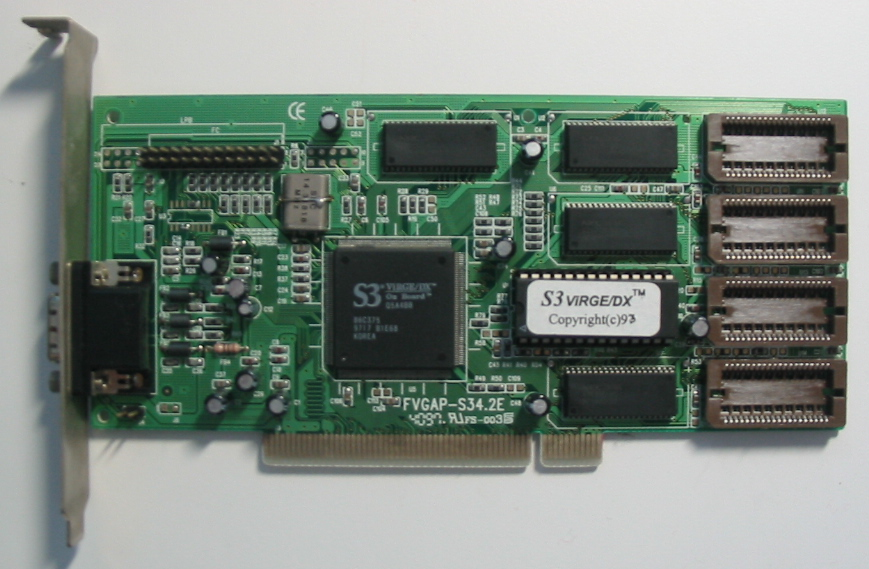
Placa equipada com o processador ViRGE/DX

Entre o seu lançamento em 1995 e sua aposentadoria por volta do ano 2000, a família ViRGE recebeu atualizações regulares:
- ViRGE/DX aumentou a velocidade do ViRGE/325 original.
- ViRGE/GX acrescentou suporte às memórias SD/SGRAM.
- ViRGE/GX2 foi um dos primeiros processadores VGA compatível com o barramento AGP, apesar de não ser compatível com todos os seus recursos.

A linha ViRGE foi substituída como topo de linha da S3 pelo processador Savage 3D em 1998. Apesar disso, a S3 lançou uma outra revisão da família ViRGE com o nome de Trio3D, que permaneceu por mais alguns anos em produção.